# تقنية السفر

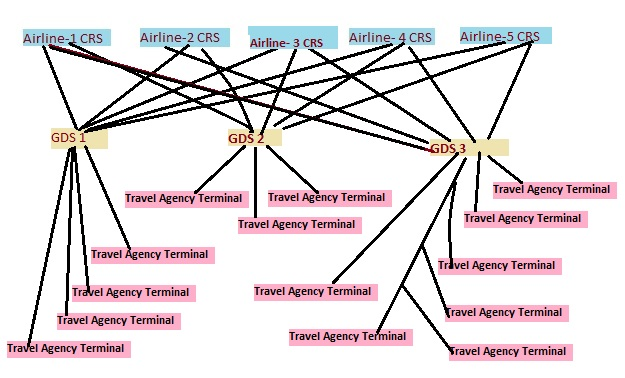
شبكة توزيع الخطوط الجوية

تقنية السفر (بالإنجليزية: Travel technology) (وتسمى أيضًا تقنية السياحة وأتمتة الضيافة) هي تطبيق لتقنية المعلومات (IT) أو تقنية المعلومات والاتصالات (ICT) في صناعة السفر والسياحة والضيافة. بعض أشكال تقنية السفر هي تتبع الرحلات، والتخطيط المسبق للسفر من خلال وكالات السفر عبر الإنترنت، والأنظمة التي تسمح للسائحين بمراجعة تجاربهم.
ارتبطت تقنية السفر في الأصل بنظام حجوزات الكمبيوتر (CRS) الخاص بصناعة الخطوط الجوية، ولكنها تُستخدم الآن بشكل أكثر شمولاً، حيث تدمج قطاع السياحة الأوسع بالإضافة إلى مجموعتها الفرعية في صناعة الضيافة. قد يشار إليها أيضًا باسم السفر الإلكتروني / السفر الإلكتروني أو السياحة الإلكترونية / السياحة الإلكترونية، في إشارة إلى «السفر الإلكتروني» أو «السياحة الإلكترونية».
يمكن تعريف السياحة الإلكترونية على أنها تحليل وتصميم وتنفيذ وتطبيق تقنية المعلومات وحلول التجارة الإلكترونية للشركات العاملة في صناعة السفر والسياحة، أو يمكن استخدامها للإشارة إلى تطبيق تقنية المعلومات والاتصالات للسياح.

## التطبيقات
تضم تقنية السفر العديد من العمليات مثل التغليف الديناميكي الذي يوفر خيارات جديدة للمستخدمين كما يمكن للمرشد السياحي أن يكون مرشدًا سياحيًا لنظام تحديد المواقع العالمي، ويمكن أن يكون الدليل مثل أدلة الصوت ويمكن أيضًا تضمين جواز السفر البيومتري كتقنية للسفر بالمعنى الواسع.
أصبحت لغة التوصيف الموسعة ذات أهمية متزايدة لصناعة السفر. يمكن استخدام XML لدعم الحجز أو لتنفيذ الخدمات الاختيارية ووظائف الترويج في عملية الحجز. من خلال تأسيس روابط مباشرة بين شركات الطيران ووكالات السفر.  من أجل إنشاء معيار XML مقبول بشكل عام، تم تأسيس مجموعة Open Axis Group.

### الإنترنت
ان شبكة الإنترنت لها تأثير قوي على الضيافة والسياحة. فبالنسبة للعديد من الشركات والمواقع، تبدأ التجربة قبل وصول المسافر بفترة طويلة - حيث تبدأ الزيارة الأولى للموقع الإلكتروني، عندما يرى الشخص صورًا للموقع في قطاع الضيافة والسياحة، يمكن أن يؤدي الاستخدام الفعال لتقنية الإنترنت إلى تحسين الإيرادات التي تساعد مواقع الشبكة والمدونات والإعلانات عبر الإنترنت ووسائل التواصل الاجتماعي حيث يتم الترتيب عبر الإنترنت وتقنية المعلومات في إقناع العملاء باختيار موقع أو نشاط تجاري ينظم الحجز
حيث ان آليات الحجز تسمح بسهولة الوصول إليها من قبل المستخدمين والمتخصصين في السفر والأنظمة وتمكن الأفراد من إجراء الحجوزات ومقارنة الأسعار وتحديد الوجهات عبر الإنترنت كما تعمل محركات الحجز على خفض تكاليف أعمال السفر من خلال تقليل حجم المكالمات وإعطاء المسافر مزيدًا من التحكم في عملية الشراء.

### أنظمة الحاسوب
أن العديد من الشركات السياحية كبيرة ومتفرقة، لذلك فأنها تستخدم أنظمة الحاسوب للبقاء على اتصال حيث تسمح أنظمة الحاسوب بالاتصال بين الفروع والمواقع التي تسهل تبسيط التحفظات وسياسات الشركة. كما يتم استخدامها داخليًا للحفاظ على جميع الموظفين في نفس الصفحة وتسهيل الوصول إلى المعلومات التي يمكن أن تساعد في تحسين تجربة الضيف: يمكن الاحتفاظ بتفضيلات الضيوف ومعلومات خدمة التدبير المنزلي وتفاصيل الحجز على نظام واحد.

### الاتصالات المتنقلة
يتخذ العديد من المسافرين نوعًا من أجهزة الاتصال المحمولة معهم على الطريق، سواء كان جهاز حاسوب لوحي أو هاتف جوال. لإطلاع العملاء على التغييرات التي طرأت على العديد من شركات السياحة والفندقة، كما يستخدمون الاتصالات المتنقلة ويرسلون إشعارات التأخير، ويقدمون الصفقات ويرعى الإعلان القائم على الموقع. اعتمادًا على نوع النشاط التجاري، قد يحدث الاتصال من خلال رسائل البريد الإلكتروني أو الرسائل النصية أو وضع علامات على نظام تحديد المواقع العالمي، على سبيل المثال

### التقنية في وكالة السفر
كان للتطور المستمر لتقنية المعلومات تأثير كبير في صناعة خدمات وكالات السفر، حيث إن الاستخدام الواسع للإنترنت قد أوجد عددا من الشروط التي كانت تغير قواعد اللعبة في كل من الطرق المفيدة والضارة إلى وكالة السفر الحديثة. ونتيجة لذلك، اضطرت العديد من وكالات السفر في القرن الحادي والعشرين إلى إجراء تعديلات كبيرة لتبقى مذيبة وذات صلة.